# Hyperiella dilatata
Hyperiella dilatata är en kräftdjursart som beskrevs av Stebbing 1888. Hyperiella dilatata ingår i släktet Hyperiella och familjen Hyperiidae. Inga underarter finns listade i Catalogue of Life.